# Annelies Dietl
Annelies Dietl, geborene Bachl (* 28. September 1926 in Regensburg) ist eine deutsche Schriftstellerin. Sie lebt seit 1969 in Ottobrunn.
Sie ist katholisch, Autorin von religiösen und nichtreligiösen Kinderbüchern, Bühnenstücken, Fernsehspielen, Hörspielen und Geschichtensammlungen sowie freie Mitarbeiterin des Bayerischen Rundfunks. Ihr Buch Ich darf dabei sein wurde ins Polnische und Italienische übersetzt. 
Zudem spezialisierte sie sich über viele Jahre auf traditionelle Hinterglasmalerei.
Sie war ab 1951 mit dem Schriftsteller Eduard Dietl (1927–2002) verheiratet. Aus der Ehe gingen die Kinder Renate und der 1953 in Regensburg geborene Künstler Erhard Dietl hervor.

## Werke
- Wachsen wie ein guter Baum: Geschichten zur Erstkommunion. Butzon & Bercker, 2005.
- Nicht nachweinen. Eine Kindheitsgeschichte. Sankt Michaelsbund, München 2004.
- Die Sonne scheint für dich und mich: Geschichten zur Erstkommunion. Kevelaer, 2003.
- Mein Kinder-Messbuch. Kevelaer, 2002.
- Guter Gott, du hast mich lieb. Kevelaer, 2001.